# Michel
Каталог «Міхель» (нім. MICHEL-Briefmarken-Katalog) — найбільший і найвідоміший каталог поштових марок у німецькомовних країнах і загалом Європі. Вперше виданий у 1910 році, він став важливим довідником з філателії, оскільки містить відомості, яких немає в іншому відомому каталозі, анломовному «Скотт».

## Історія
Каталог почав виходити у 1910 році у вигляді прейскуранта торговця марками Гуго Міхеля з Апольди. У 1920 році він був розділений на два томи: «Європа» та «інші країни», а з часом розширився до понад двох десятків томів, що охоплюють весь світ, а також має додаткові спеціальні томи.

## Структура
Найважливішими залишаються каталог власне Німеччини (Deutschland) та європейський том «Міхеля», що складається з семи частин:
1. Mitteleuropa — Центральна Європа
2. Südwesteuropa — Південно-Західна Європа
3. Südeuropa — Південна Європа
4. Südosteuropa — Південно-Східна Європа
5. Nordeuropa — Північна Європа
6. Westeuropa — Західна Європа[1]
7. Osteuropa — Східна Європа[2]

Другий том «Міхеля» — «заморський» (Übersee) — у 1920 році містив усі неєвропейські країни світу, а нині складає чотири групи:
- Америка
  - Nord- und Mittelamerika — Північна і Середня (Центральна) Америка
  - Karibische Inseln — острови Карибського басейну
  - Südamerika — Південна Америка
- Африка
  - Nord- und Ostafrika — Північна і Східна Африка
  - Westafrika — Західна Африка
  - Süd- und Zentralafrika — Південна і Центральна Африка
- Австралія й Океанія
  - Australien und Okeanien — Австралія й Океанія
- Азія
  - Süd- und Sudostasien — Південна і Південно-Східна Азія
  - Mittel- und Ostasien — Центральна і Східна Азія
  - Naher Osten — Близький Схід

## Опис
На відміну від каталога «Скотт», «Міхель» не перевидає повний комплект каталогів кожного року, а оновлює лише декілька томів. Також «Міхель» дає більше відомостей, вказуючи тиражі марок, формати марочних листів і т. д., а також країни і періоди, опущені в «Скотті» з видавничих чи політичних причин.